# Gårda
Ej att förväxla med Gårda och Berget, småort i Mölndals kommun.
Gårda är en stadsdel i Göteborg. 

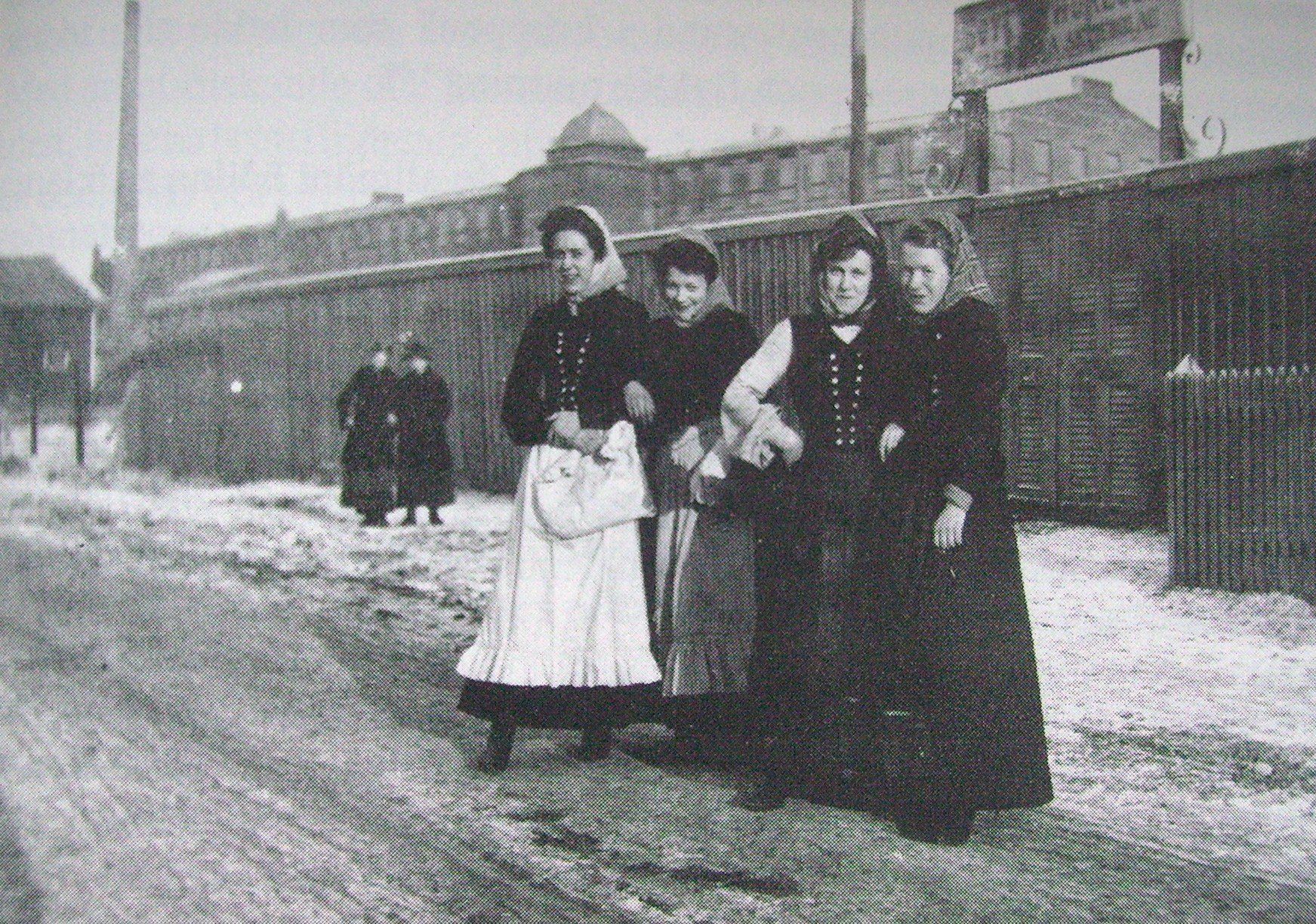
Kvinnor utanför en fabrik på Gårda.

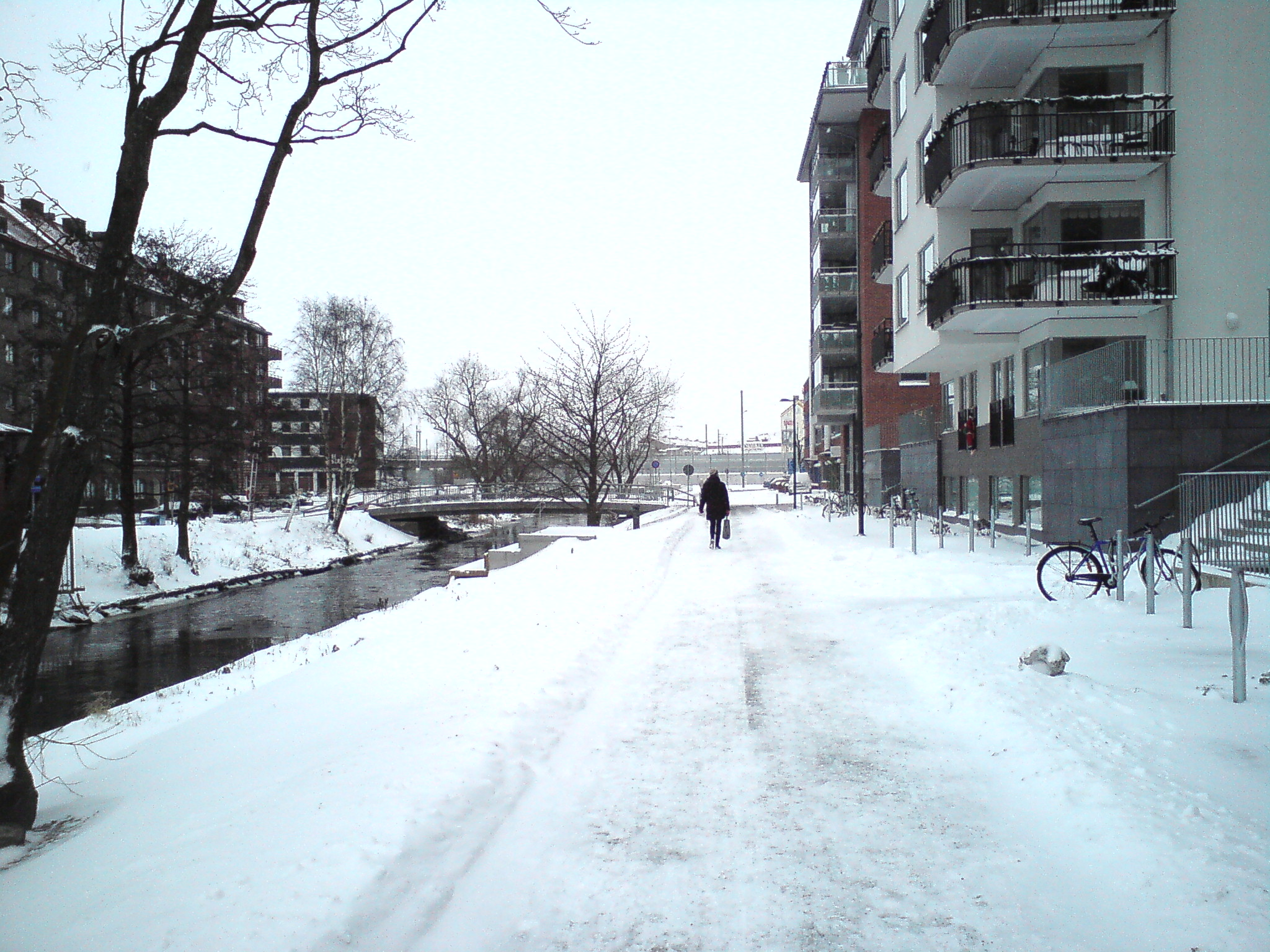
Gullbergsån i norra Gårda. På andra sidan syns Stampen

Stadsdelen begränsas i väster av Mölndalsån, i norr av Redbergsvägen, i öster av Överåsberget och i söder av Örgrytevägen. Man brukar skilja södra och norra Gårda ifrån varandra. Gränsen går genom Ullevigatan, delen söder om denna med Huvudbrandstationen i norr och köpcentret Focus i söder utgör södra Gårda. Norra Gårda börjar vid Göteborg Energis huvudbyggnad (Ellysepalatset i folkmun kallat) och slutar vid Länsarbetsnämndens hus i norr.

## Historia
Namnet kommer av hemmanet Stora Gårda på vars mark, speciellt i norr, stadsdelen är byggd. Stadsdelen har en areal på 80 hektar.
Gårda var belägen i Örgryte socken och ingick efter kommunreformen 1862 i Örgryte landskommun. I denna inrättades för orten 19 oktober 1900 Gårda municipalsamhälle vilket upplöstes 31 december 1921 samtidigt som landskommunen uppgick i Göteborgs stad. År 1900 hade municipalsamhället 4 431 invånare. Det omfattade 1914 delar av hemmanen Böö, Gårda, Kålltorp, Underås och Överås, alla tillhörande Örgryte kommun. Gränsen mot Göteborgs stad gick i väster genom Mölndalsån och Gullbergsån samt i söder av Danska vägen och i öster av Ranängsbergen. Detta år uppgick folkmängden till 6 704 och arealen till 775 000 kvadratmeter.

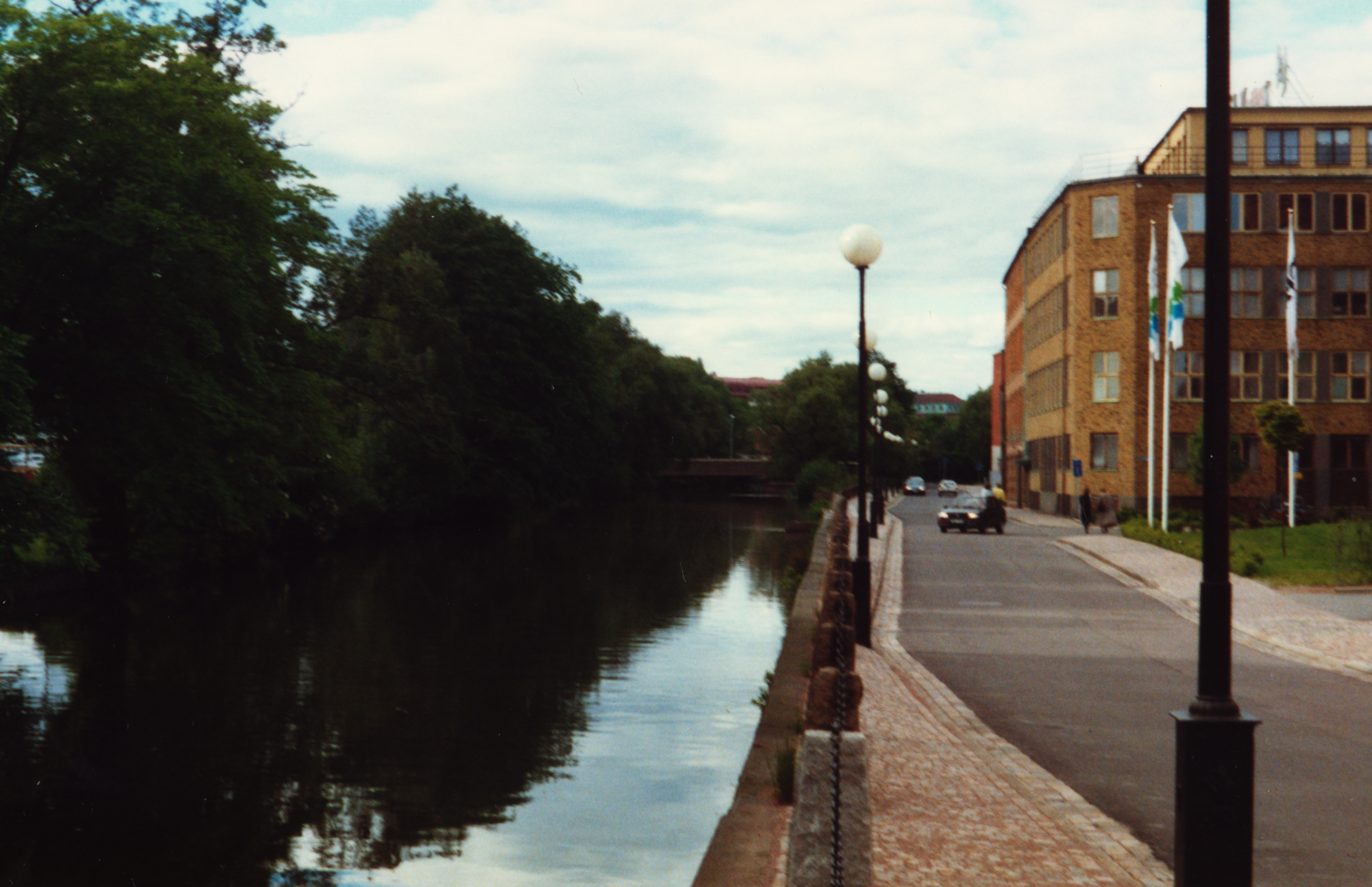
Åvägen i Gårda vid Mölndalsån, cirka 1992

I Gårda etablerades en rad industrier som kemisk-tekniska fabriker och textilfabriker. Bland annat Gårda kamgarnsfabrik, Tomtens tekniska fabrik (Fabriken Tomten med bl.a. Tomteskur), Gårda Fabrikers AB och Göteborgs remfabrik. Apotekarnes vattenfabrik blev en betydande tillverkare av vichyvatten och läskedrycker. Göteborgs Svavelsyrefabrik – Ceres, etablerades i slutet av 1860-talet och brann ner i juli 1932 till följd av ett åsknedslag. Den låg intill Rantorget, och på tomten byggdes senare Göteborg Energis huvudkontor. I kvarteret Falken vid Vädursgatan låg Göteborgs skofabrik. Byggnaden revs på 1960-talet.
Fotbollslaget Gårda BK grundades 1919 och 1935 gick laget upp i allsvenskan. Efter åtta säsonger i högsta serien där man som bäst slutade femma åkte laget ur. Man lyckades inte återhämta sig utan åkte istället långt ner i seriesystemet. Sedan dess har aldrig Gårda BK kommit i närheten av sina glansdagar.

### Befolkningsutveckling
| Befolkningsutvecklingen i Gårda 1900–1900     | Befolkningsutvecklingen i Gårda 1900–1900 | Befolkningsutvecklingen i Gårda 1900–1900 | Befolkningsutvecklingen i Gårda 1900–1900 | Befolkningsutvecklingen i Gårda 1900–1900 |
| --------------------------------------------- | ----------------------------------------- | ----------------------------------------- | ----------------------------------------- | ----------------------------------------- |
|                                               |                                           |                                           |                                           |                                           |
| År                                            |                                           |                                           | Folkmängd                                 |                                           |
| 1900                                          | 1900                                      |                                           | 4 502                                     | †                                         |
| † Befolkning runt ett municipalsamhälle 1900. |                                           |                                           |                                           |                                           |

## Gator och byggnader
Fabriksgatan skär genom den södra delen och Anders Perssonsgatan går genom den norra delen av Gårda. Fabriksgatan anlades 1891, blev officiellt namngiven 1923 och har fått namnet efter de många fabriker som tidigare låg här. Vid gatan uppfördes under åren 1901 och 1922 Gårdaskolan. Anders Perssonsgatan har namngivits efter kommunalmannen Anders Persson, i Örgryte landskommun. Gatan anlades 1922, och hette fram till 1941 Ranvägen.
Nya bostadsbyggnader har under åren 2006-2012 uppförts i norra Gårda. I kvarteret Venus, som ligger mellan Gullbergsån och Anders Perssonsgatan, fanns tidigare ett gammalt bussgarage samt den gamla spårvagnshallen Gårdahallen som inhyser Ringlinien och Göteborgs historiska spårvagnar. Denna byggnad har bevarats och fick en ansiktslyftning under 2008. I norra delen av kvarteret uppfördes under åren 2006-2009 cirka 350 bostadsrätter. I södra delen uppförde Poseidon 450 hyresrätter som stod klara 2012. Ett par av bostadsrättsföreningarna i området har tagit sig namn som anknyter till områdets historia, Trådbussen och Spårvagnen.
Många olika företag har idag sina kontor på Gårda, de mest iögonfallande kontorshusen är Citygate, Gårda Vesta, Canon Business Center, Kineum och Skanskas Gröna Skrapan. Parkerings- och affärshuset Focus i Gårda invigdes den 17 oktober 1973.

## Illustrationer

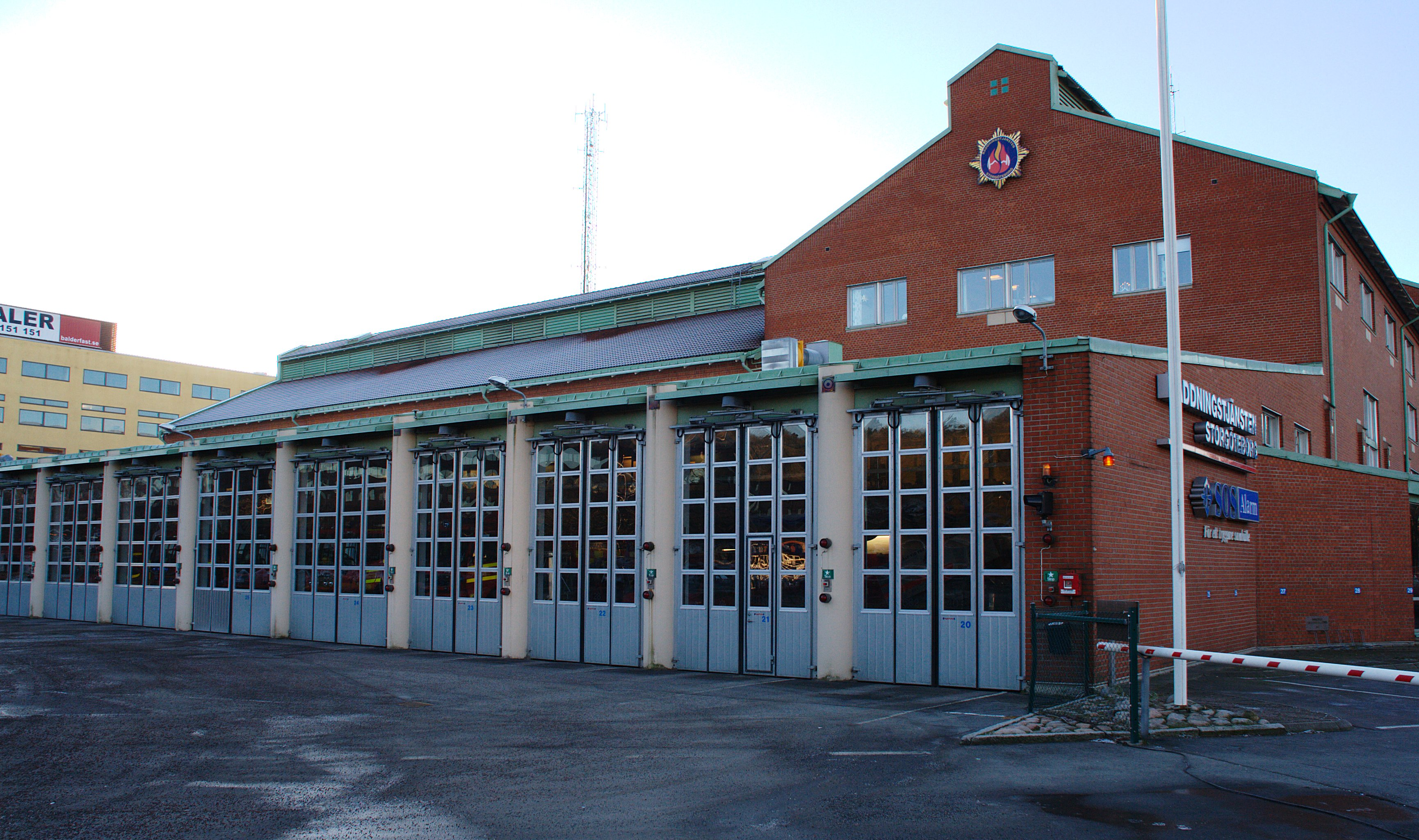
Göteborgs Huvudbrandstation
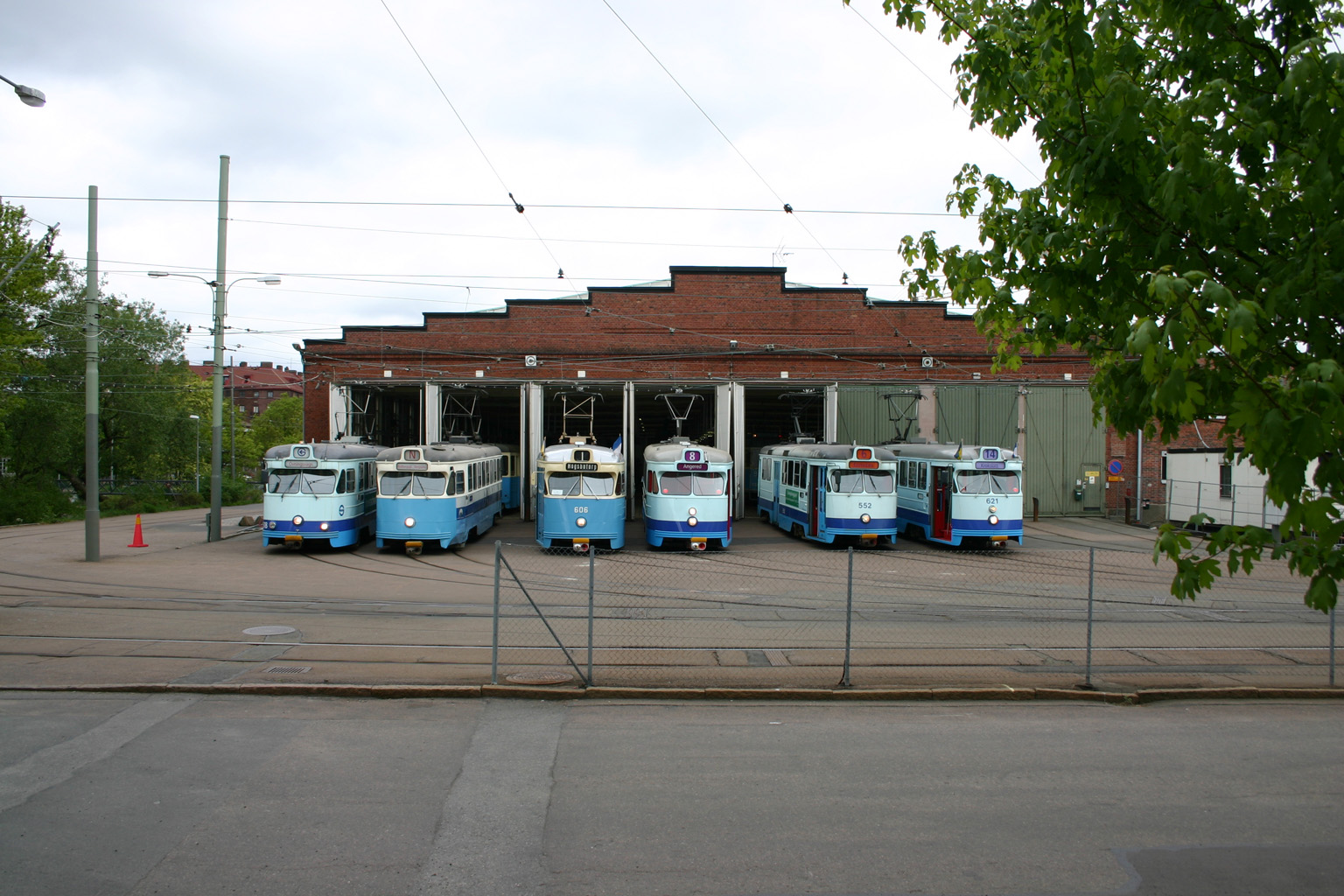
Gårdahallen.
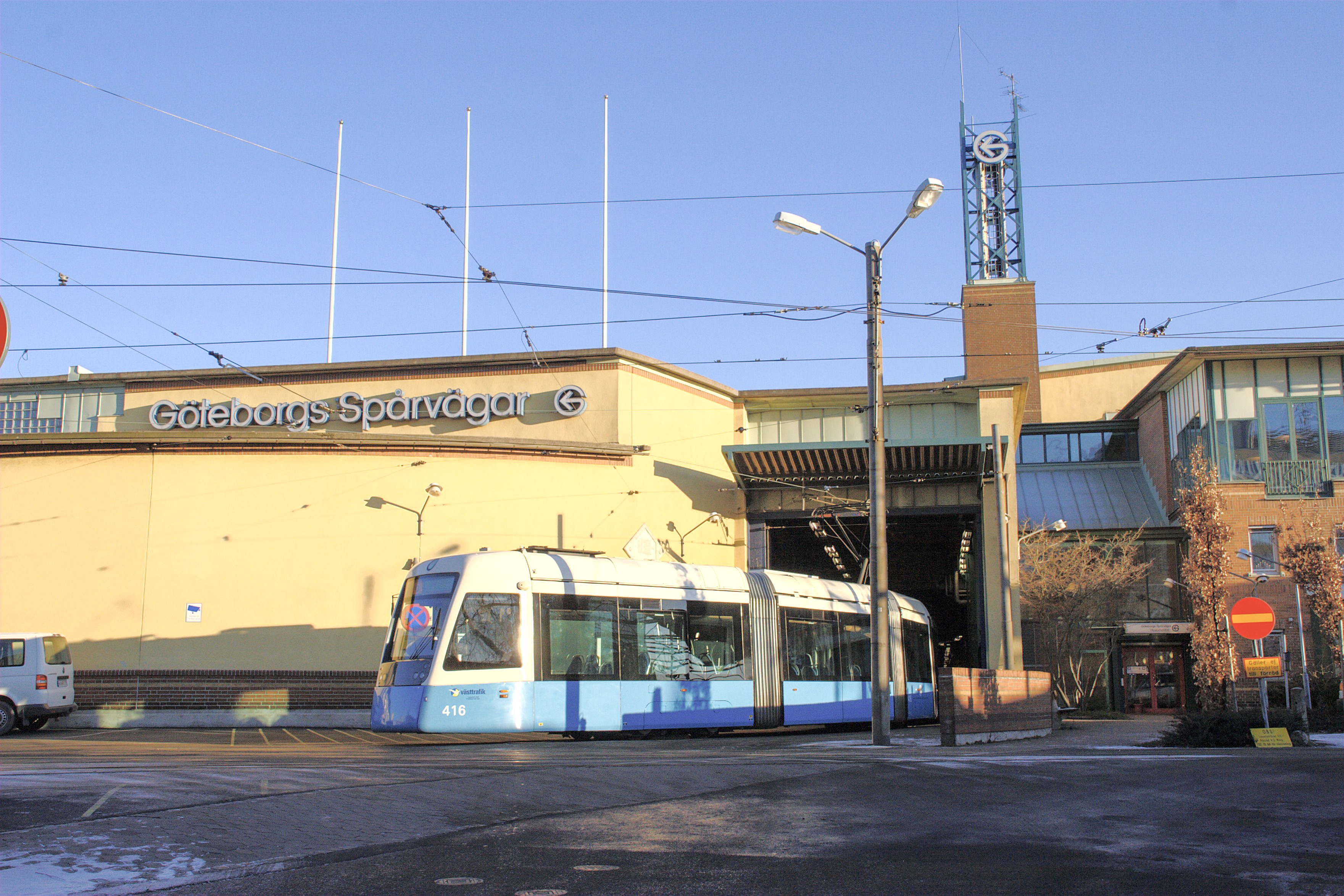
Vagnhallen Gårda
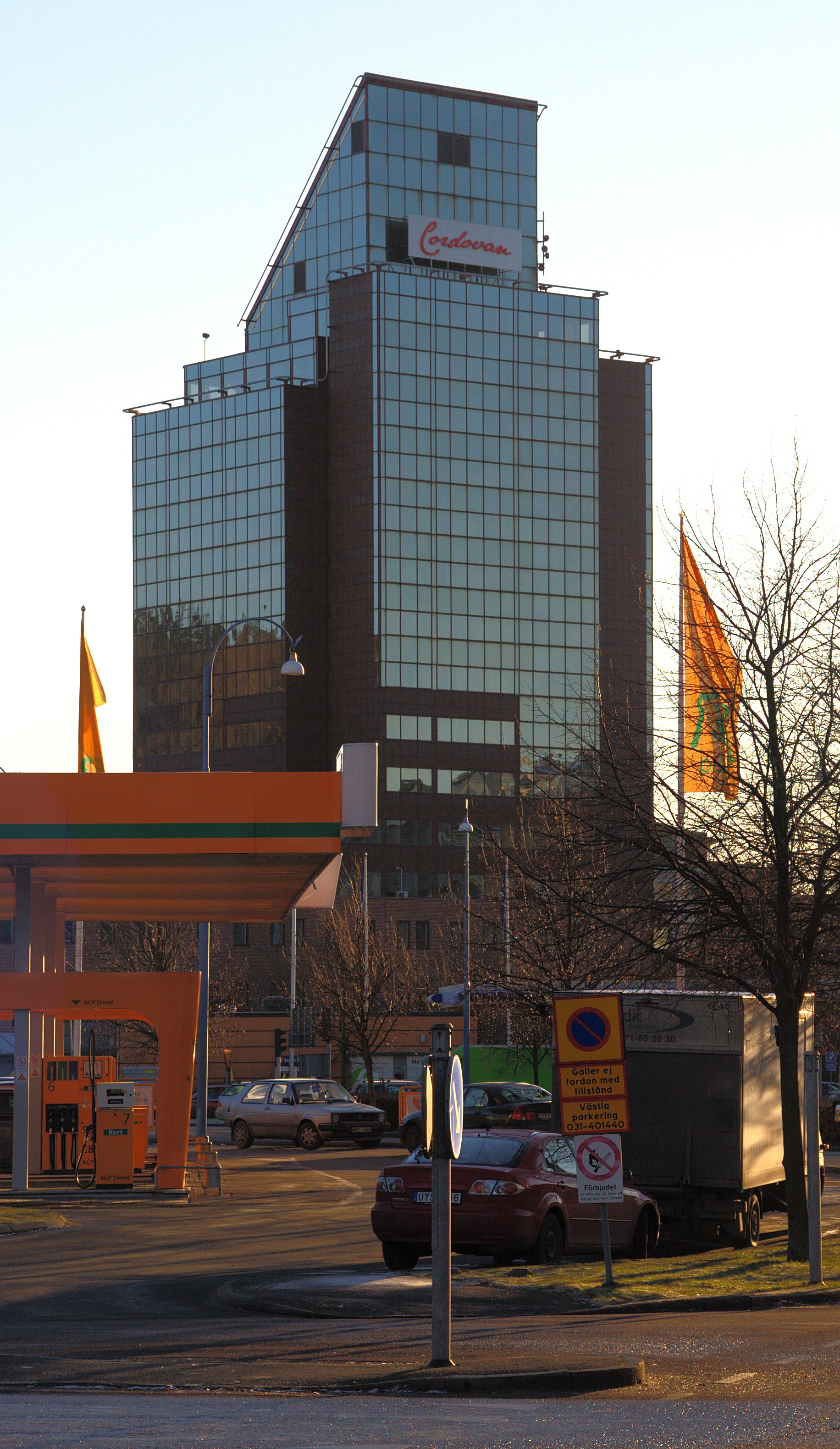
Canon Business Centers skyskrapa
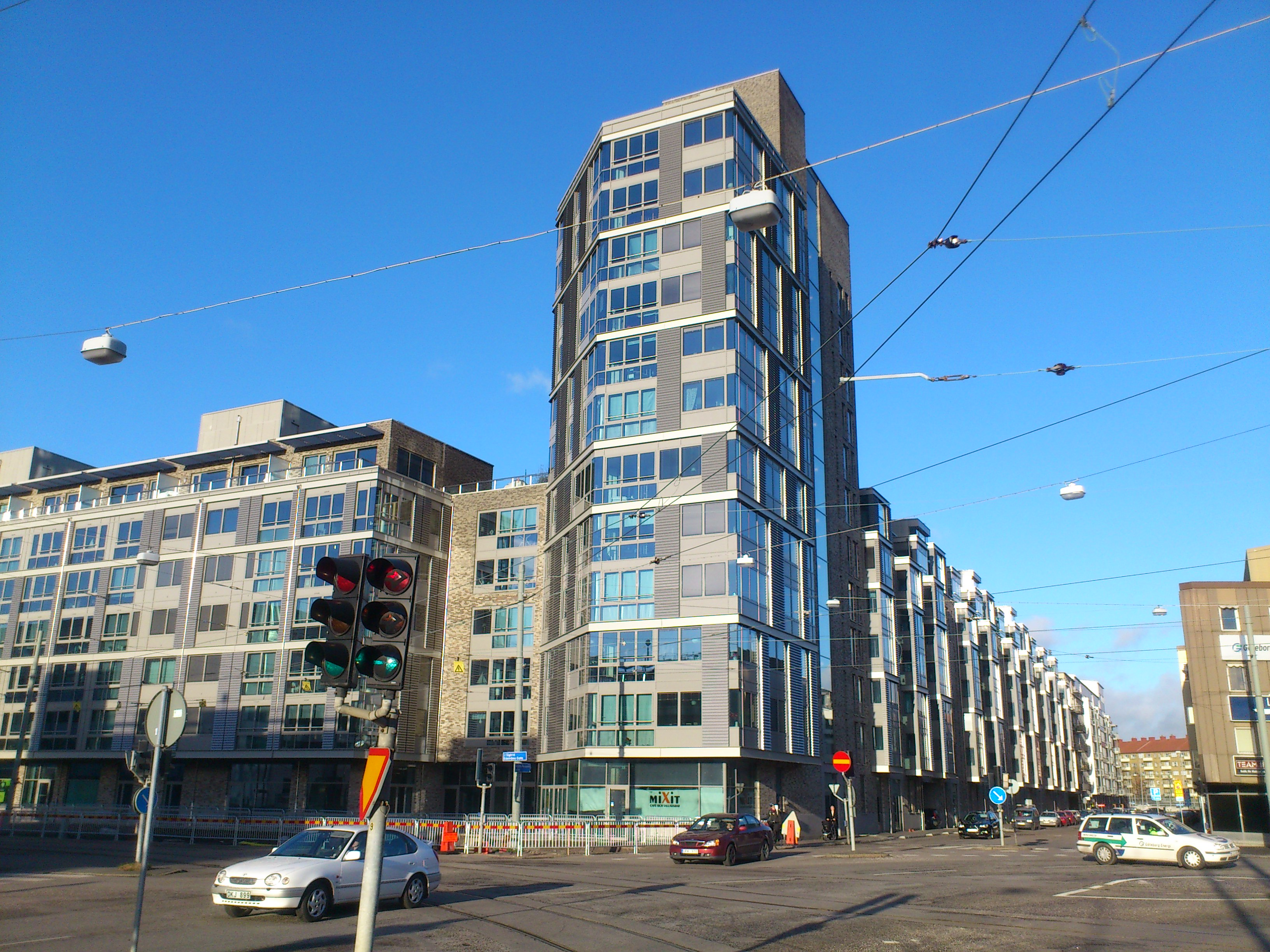
Kv Venus, södra delen, november 2012
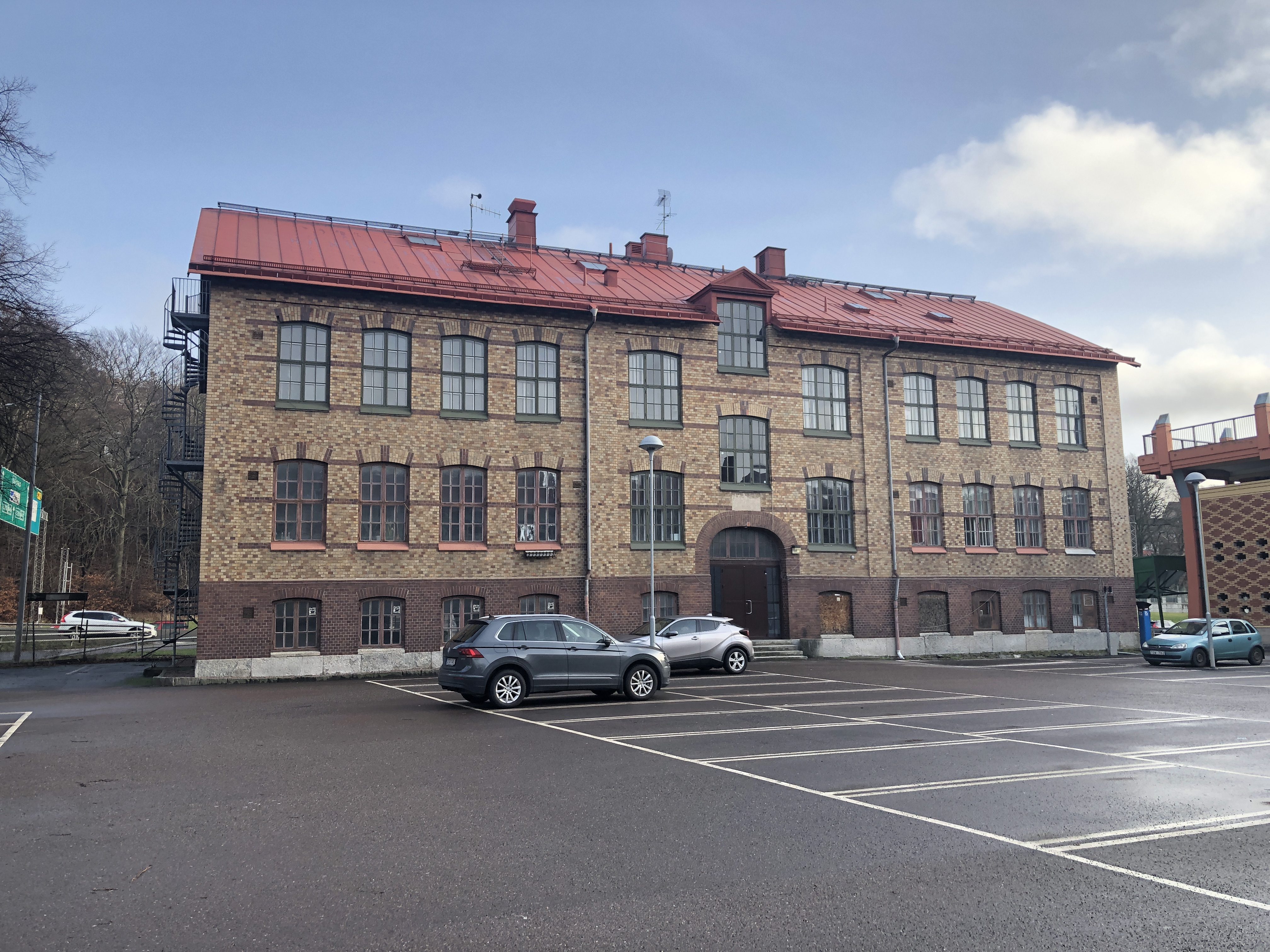
Gårdaskolan (2021)
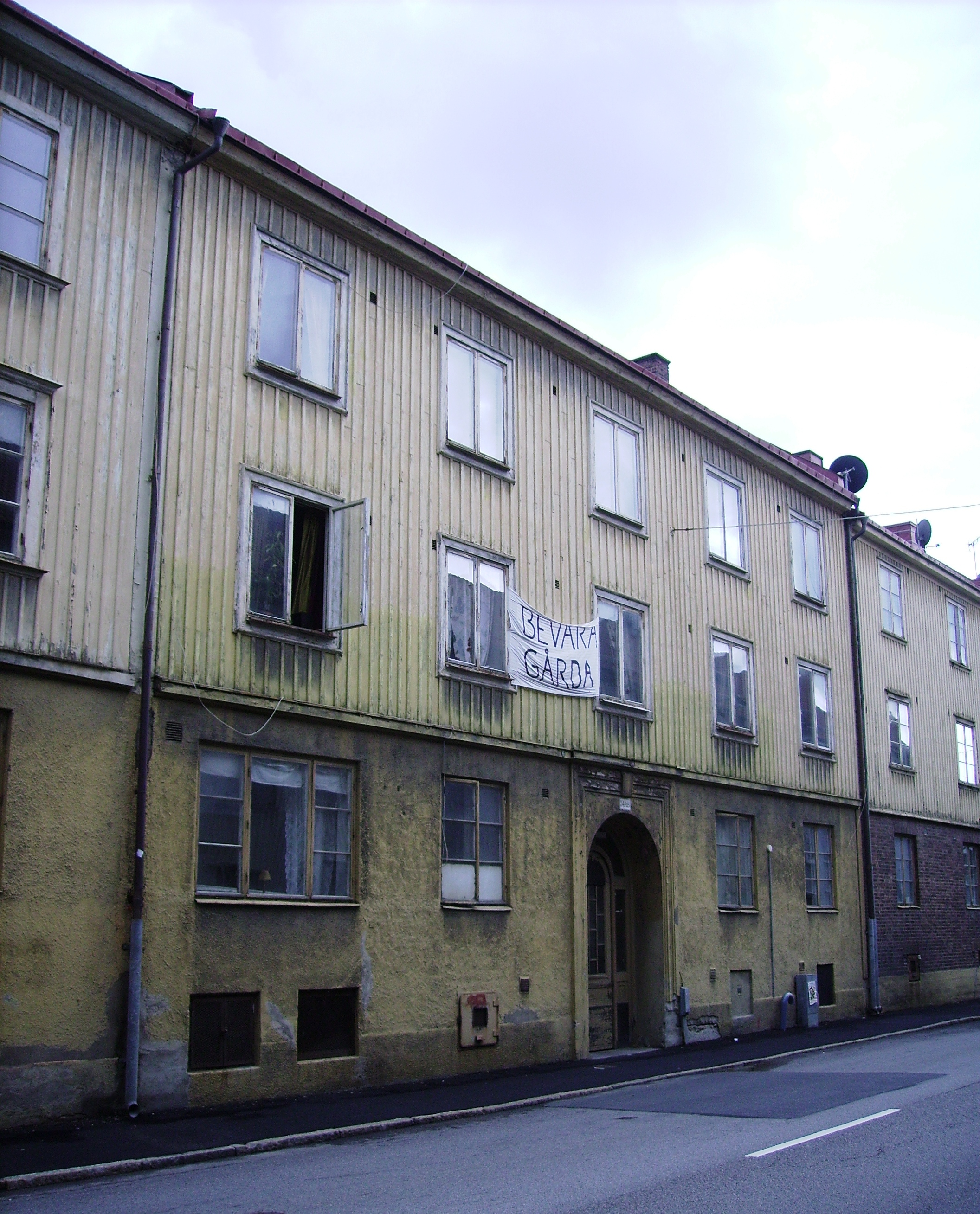
"Bevara Gårda". Äldre byggnader i Gårda
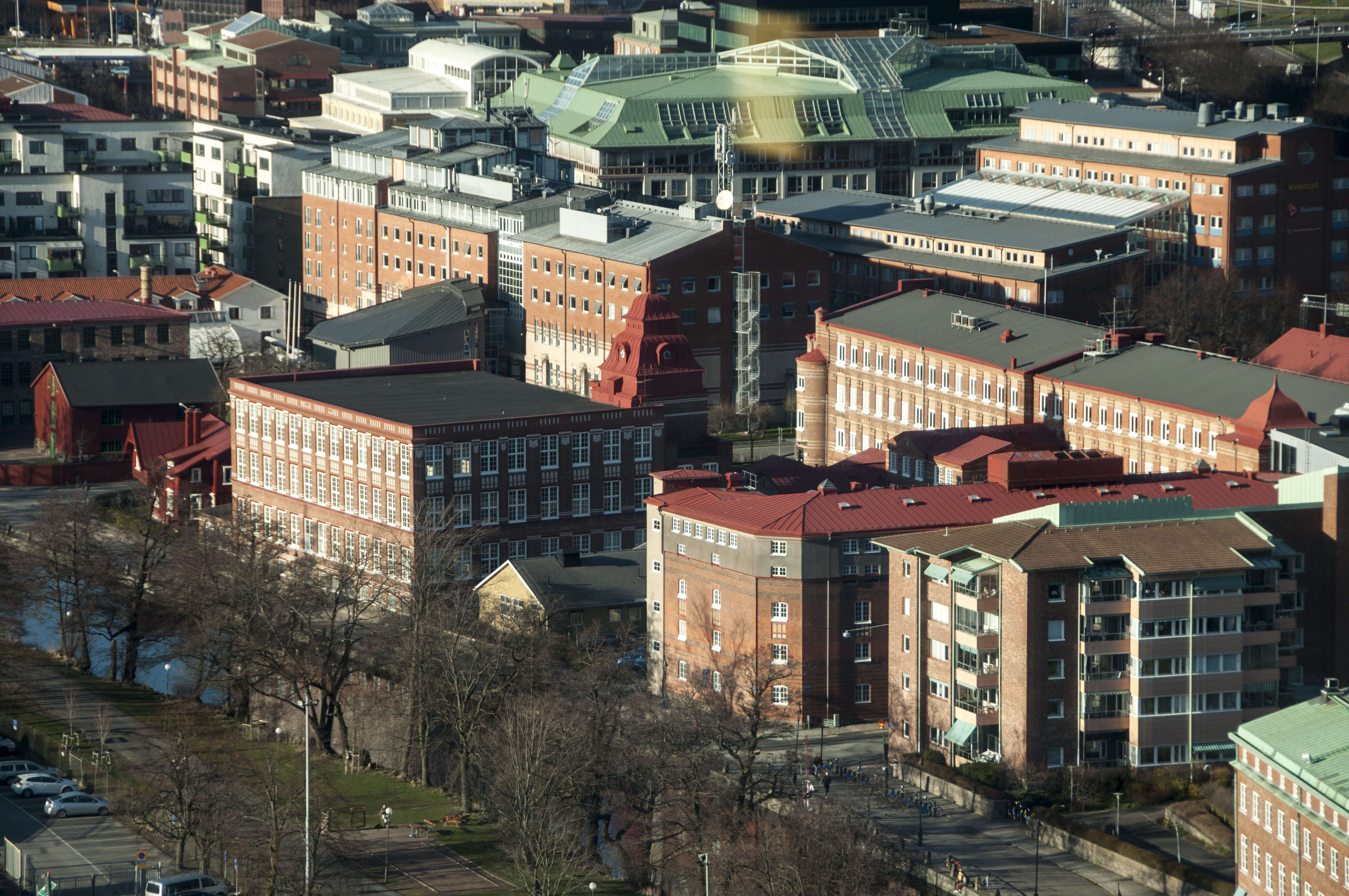
Kamgarnspinneriet
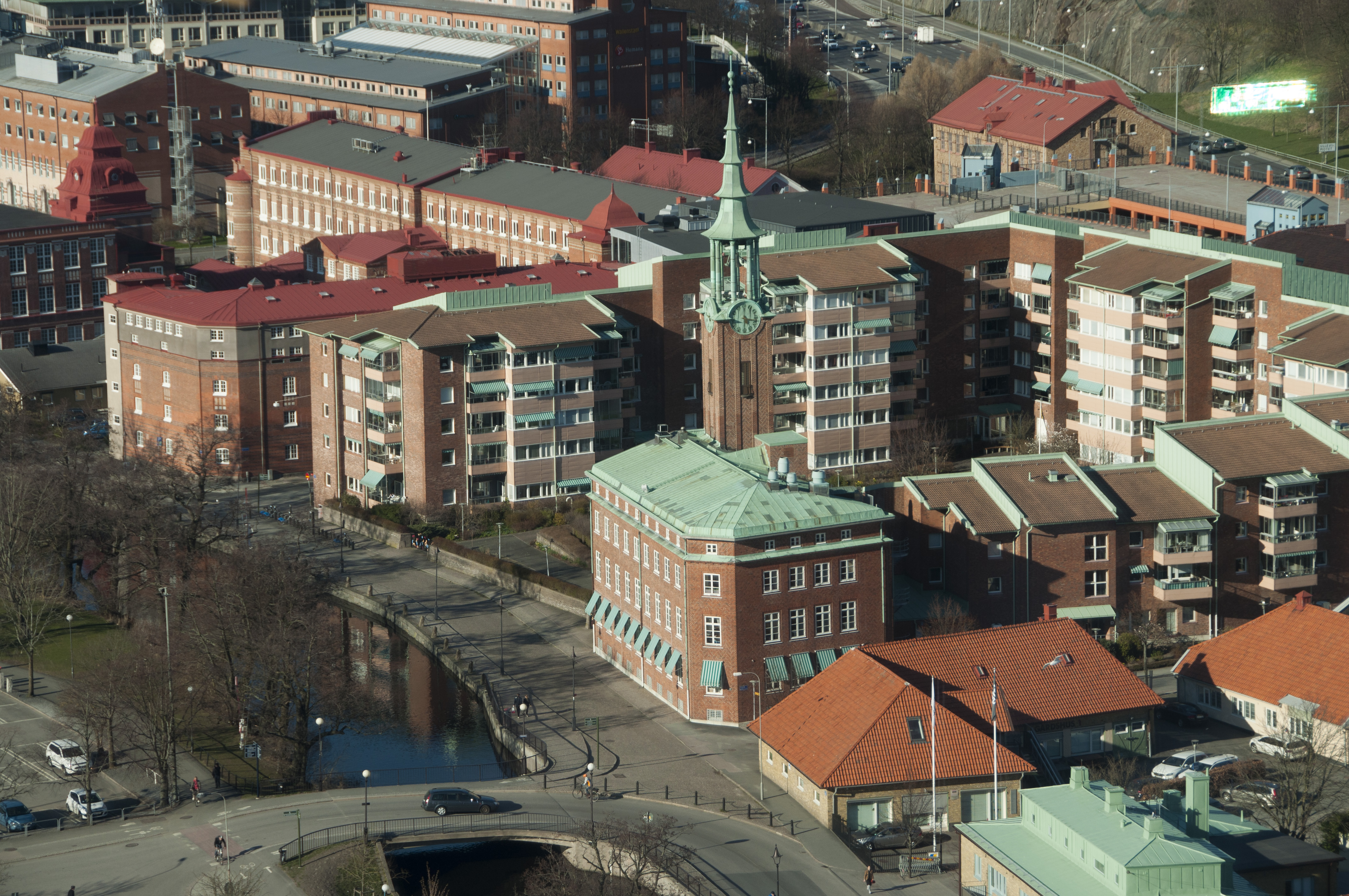
Tomtens fabriker
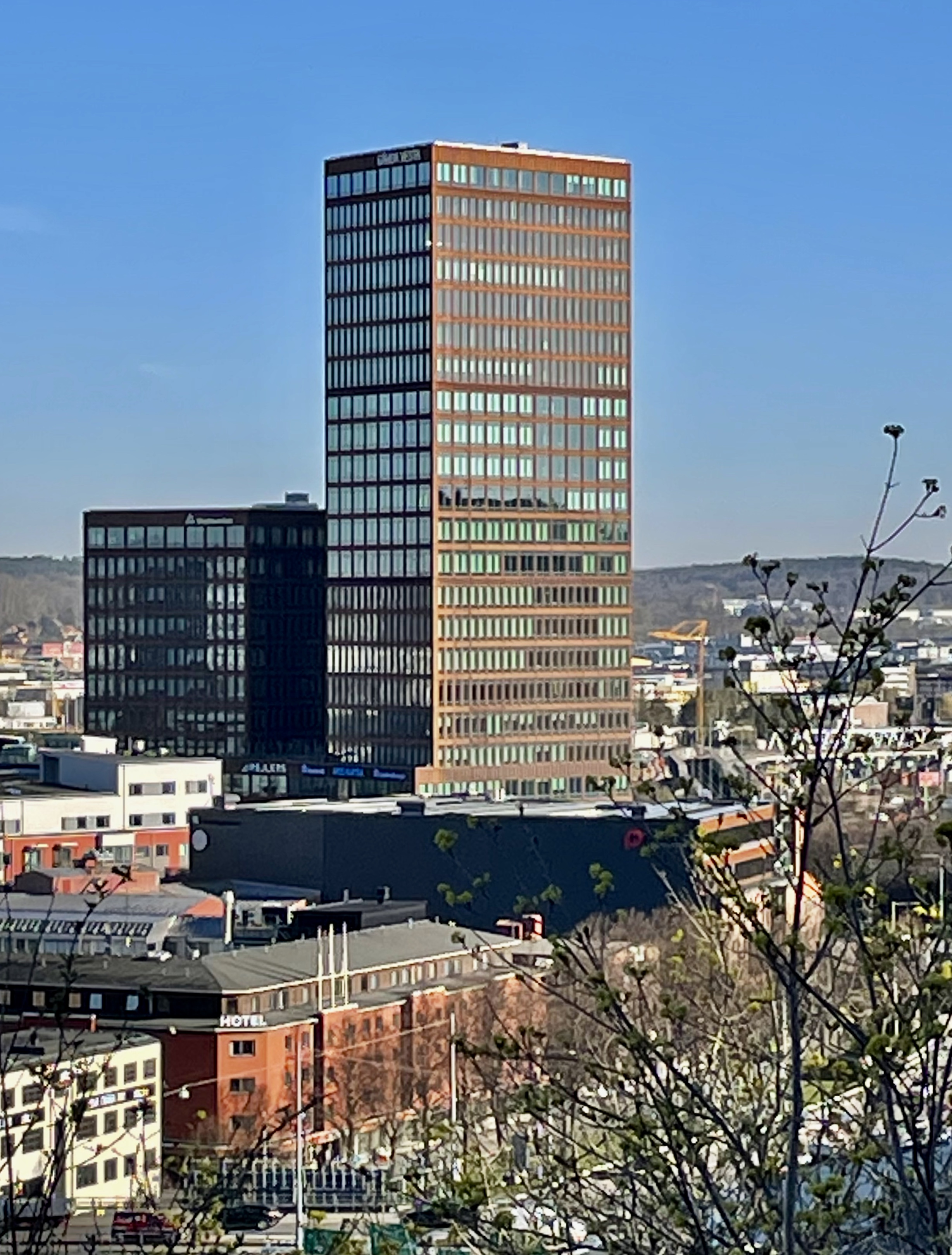
Gårda Vesta

## Byggnadsminnen
Inom stadsdelen finns det tre byggnadsminnen (BM):
- Flamman
- Hästskosömsfabriken
- Remfabriken

## Kommunikationer
Gårda ligger centralt i Göteborg, med goda kommunikationer. Motorvägarna E6 och E20 löper genom östra Gårda, och spårvagn passerar både väster och söder om Gårda. Även med båt går det att ta sig till Gårda, genom Fattighusån och Mölndalsån.